# San Joaquín (Santander)
San Joaquín es un municipio colombiano del departamento de Santander, ubicado en la provincia de Guanentá. Está situado a 156 km de la capital departamental, Bucaramanga. Tiene bajos su jurisdicción un centro poblado: Ricaurte.

## Historia
En la época precolombina, el territorio de San Joaquín estuvo habitado por los indios curipaos, muy cerca del nacimiento de la quebrada Panamá, en medio de las estribaciones de la cordillera oriental.
En 1799, don Feliciano Ramírez da inicio al pintoresco poblado, que por aquella época servía de posada a quienes utilizaban esta ruta como camino real entre Bucaramanga y Tunja. Tuvo como primer mandatario al señor José Concepción Díaz. Inicialmente se conoció bajo el nombre de “Petaquero”, debido a que allí se realizaban la fabricación de petacas, las cuales eran elaboradas en fique y paja. 
En el año de 1800 San Joaquín fue erigido en parroquia, para luego adquirir su condición de municipio el 1 de octubre de 1887.

La parroquia de San Joaquín pertenece a la jurisdicción de la Diócesis de Socorro y San Gil.

## Geografía
- Altitud de la cabecera municipal (metros sobre el nivel del mar): 1950
- Temperatura media: 16 a 18 °C
- Distancia de referencia: 156 km de Bucaramanga.

El territorio es montañoso y su relieve corresponde a la cordillera oriental de los Andes colombianos, destacándose entre los accidentes orográficos, las cuchillas de Bandarillas y San Antonio y los cerros Morro Pardo y Negro. Sus tierras se distribuyen en los pisos térmicos medios en 85 km² y frío 107 km². Su vegetación es escasa y muy erosionada.

### Límites
- Norte: Molagavita.
- Sur: Onzaga.
- Oriente: Onzaga.
- Occidente: Mogotes.

Extensión total192 km²
Extensión área urbana0,17 km²
Extensión área rural191,83 km²

## Economía
El análisis económico se realiza en los tres sectores: así se tiene el sector primario, que reúne la mayoría de las actividades económicas del municipio como son: agricultura, ganadería, y pesca. Su análisis nos permite establecer el grado de desarrollo de la actividad y los productos que genera. El sector secundario agrupa todas las actividades artesanales y la pequeña industria, además del destino de la producción. Su relación con los sectores terciario y primario determina el grado de auto abastecimiento y dependencia externa de la economía local, ya sean insumos o productos finales. Finalmente el sector terciario le corresponden las actividades complementarias comerciales en el casco urbano como tiendas de abarrotes y víveres, restaurantes y ventas, entre otras.

## Vías de comunicación
- Terrestres: esta localidad pertenece a la provincia de Guanentá, ubicada a 156 km de Bucaramanga, capital santandereana, a 62 km de San Gil capital de la provincia, a 28 km de Mogotes y a 18 de Onzaga, y su vía de acceso se encuentra destapada (sin pavimentar), atravesando el municipio de Mogotes.